# 美人画
美人画又称「美人绘」或者「靚女畫」，是指以美女為題材的作品，尤其專指東亞傳統繪畫。美人畫包括主要描绘贵族女子的仕女画以及其他類型描繪美女的畫作，例如描繪民間美女的風俗畫。

## 中國
中國的美人畫最初以描繪宮廷和貴族女性的仕女圖為主。自宋代開始有描繪民間女性的美人畫，而此時文人對各種美人畫皆常以題畫詞題詠。明代還有以妓女為描繪對象的美人畫，例如明末名妓陳素素的畫像就被多位當時文人題詠。清代風俗畫中也有不少以美女為題材。

## 日本

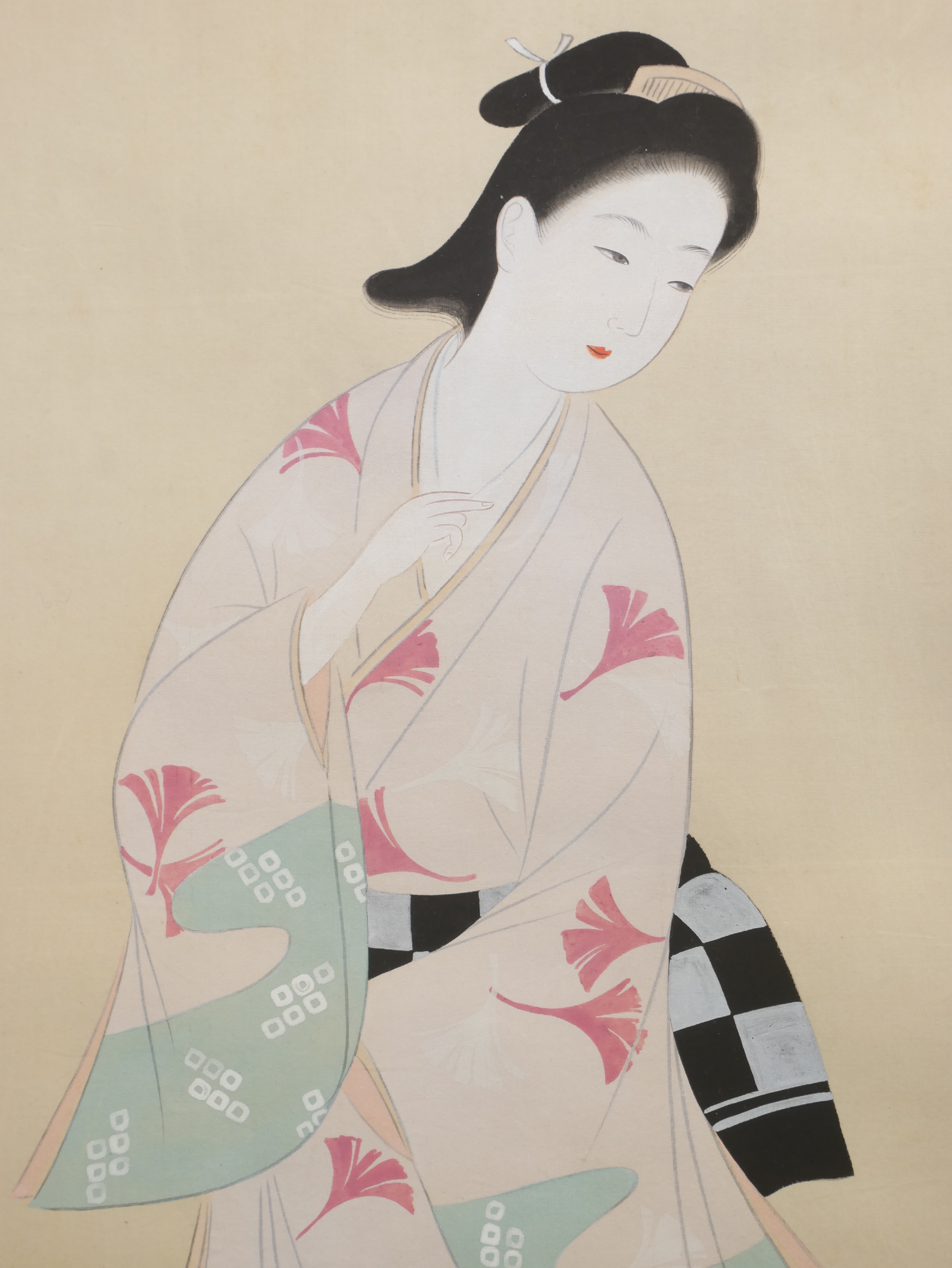
山川秀峰所繪《美人圖》（約1930年）

日本的美人畫可追溯至奈良時代以美女為題材的畫作，平安時代也有不少描繪美女的繪卷。而描繪民間美女的浮世绘美人画兴起于江戶時代，到了明治時代浮世繪开始衰落，而大正时代，画家竹久夢二借鉴了西方油画技法而创作，该种美人画被广泛流传，称作“夢二式美人”。

### 江戶時代的美人畫發展
浮世繪有一類題材為描繪民間美女，稱作「美人繪」，其跟描繪古代女性的仕女畫有所區別。
初期浮世繪的主要題材為美人繪和役者繪（歌舞伎人物畫），而美人繪所描述的美人身份通常為藝妓、遊女、町人女性等身份低下的女性，其畫中的美人通常身著和服，且有著細緻小巧的眉眼和嘴唇，面頰豐滿膨出。
在浮世繪尚為手繪及墨色單色木版畫印刷(日文稱墨摺（日语：すみずりえ）)為主的初期，由後世尊為「浮世繪之祖」的菱川師宣所畫的美人畫是最早受到矚目的，如其代表作《見返り美人圖》（回眸美人圖），而到了十八世紀後半，浮世繪發展進入錦繪（日语：錦繪）(彩色印刷的木板畫)期，而此時也為浮世繪發展鼎盛的時期，呈現百家齊鳴的狀況，在美人畫領域上，出現了歌川豐春(歌川派創始人)、鳥居清長(善畫「清長美人」式的美人畫)等著名畫家，其中鳥居清長除了與鈴木春信、喜多川歌麿(「大首繪」的創始人)、溪齋英泉、歌川國貞(五渡亭國貞)、月岡芳年(大蘇芳年)並稱「六大美人繪師」外，又與鈴木春信、喜多川歌麿、葛飾北齋、安藤廣重、東洲齋寫樂並列為「浮世繪六大家」。

### 知名畫家
大部分浮世绘画家都创作有美人画。其中以美人画著名的有：
- 鈴木春信
- 鳥居清長
- 喜多川歌麿
- 溪齋英泉
- 五渡亭國貞
- 大蘇芳年
- 後藤仁

## 朝鮮半島

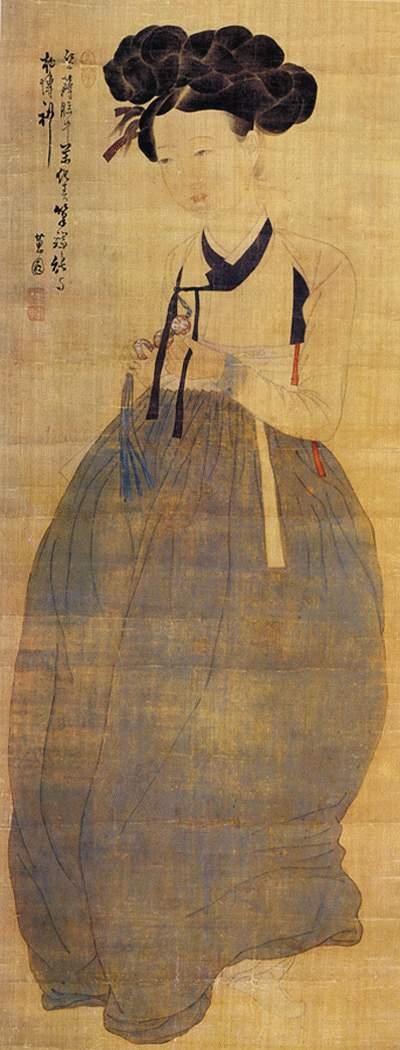
《美人图》，申润福绘

朝鮮半島早期的美人畫以描繪貴族女性的仕女畫為主。而朝鮮王朝時期有不少描繪民間女性和妓生的美人畫，如申潤福的美人圖。以仙女和古代女性為題材的仕女畫則仍有發展。

## 越南
越南的美人畫除了仕女圖和一般風俗畫外，還有一種稱為素女圖的美人畫，是以當地一種稱為花娘的樂妓奏樂情景為題材，由四幅畫組成，各有一位花娘彈奏不同的樂器。